# Земисев, Владимир Назарович

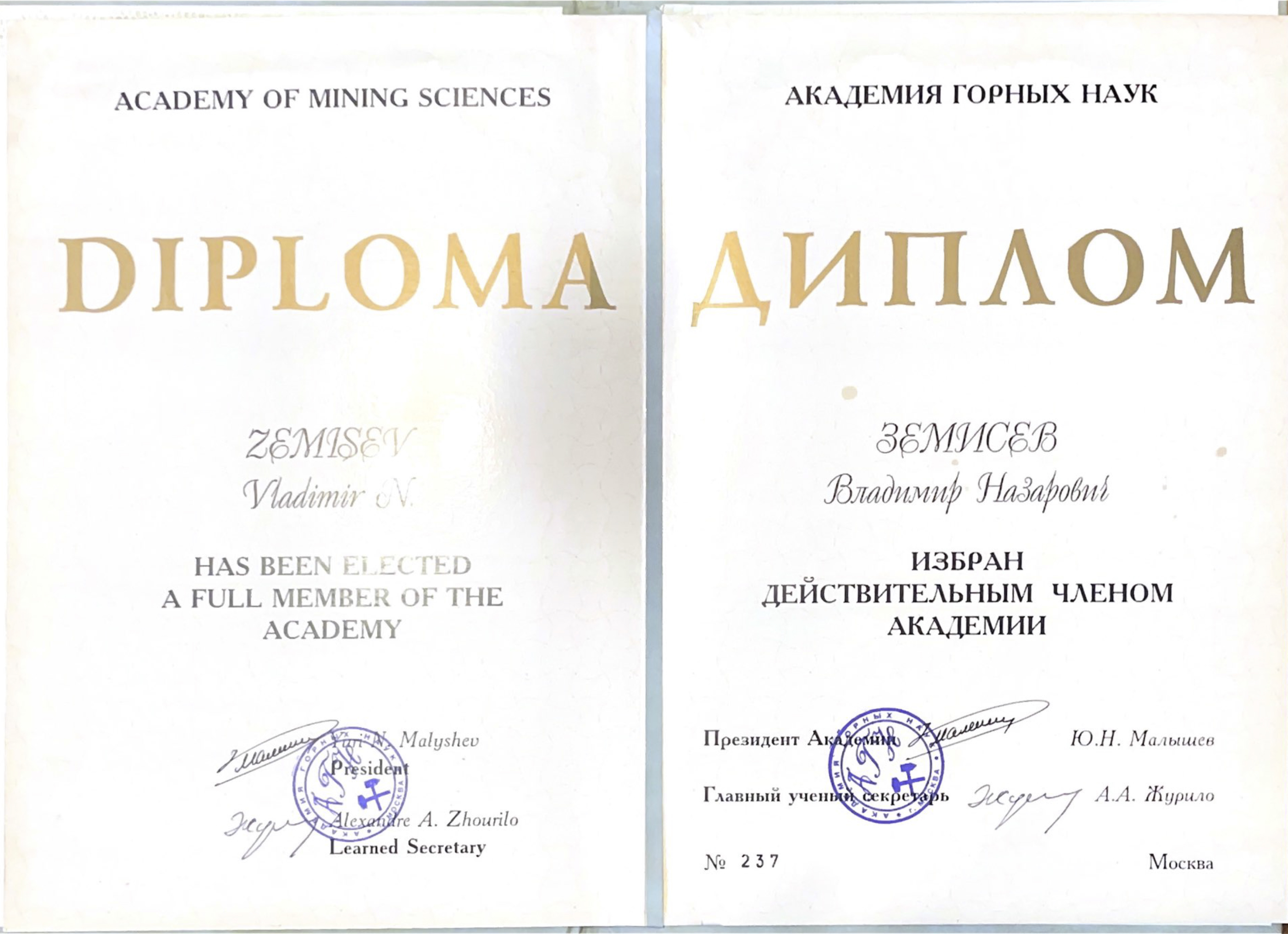

Владимир Назарович Земисев (23 декабря 1931, Кировград, Свердловская область — 22 сентября 1999, Санкт-Петербург) — российский учёный в области маркшейдерского дела, доктор технических наук, профессор, академик, лауреат Государственной премии СССР.

## Биография
Родился в 1931 году.
В 1954 году окончил Ленинградский горный институт.
Работал во ВНИМИ (НИИ горной геомеханики и маркшейдерского дела): младший научный сотрудник, старший научный сотрудник, зав. лабораторией сдвижения горных пород на угольных месторождениях.
Кандидатская диссертация (1966) — «Расчёт деформаций подработанной слоистой толщи пород при разработке пологих угольных пластов».
Докторская диссертация (1990) — «Научное обоснование методов прогноза деформаций горных пород и земной поверхности при подземной разработке угольных пластов в сложных горно-геологических условиях».
С 1987 года по совместительству — профессор филиала кафедры маркшейдерского дела ЛГИ во ВНИМИ.

## Научная деятельность

### Научные труды
- Сдвижение горных пород при подземной разработке угольных и сланцевых месторождений. — М.: Недра, 1970 (в соавторстве).
- Расчёты деформаций горного массива. — М.: Недра, 1973 .
- Рациональное планирование горных работ под объектами в сложных горно-геологических условиях: Сб. научн. тр. — Л.: изд. ВНИМИ, 1989 .
- Правила охраны сооружений и природных объектов от вредного влияния подземных горных разработок. — М.: Недра, 1981 (в соавторстве).
- Маркшейдерское дело: Учебник для вузов. — В двух частях / Под ред. И. Н. Ушакова. — 3-е изд., перераб. и доп. — М.: Недра, 1989. — Часть 2 / А. Н. Белоликов, В. Н. Земисев, Г. А. Кротов и др. — 437 с. — ISBN 5—247—01800—1.

## Награды
- Государственная премия СССР (1984) — за разработку и создание моделей геомеханических процессов с использованием эквивалентных материалов и применение этих моделей при ведении горных работ и подземном строительстве;
- Премия Правительства РФ в области науки и техники за 1999 год — за разработку и внедрение технологических методов управления геомеханическими процессами при комплексном освоении недр;
- Заслуженный деятель науки РФ (21.12.1996).